# Pièces de monnaie en dinar yougoslave
Les pièces de monnaie yougoslaves sont une des représentations physiques, avec les billets de banque, de la monnaie de la Yougoslavie.

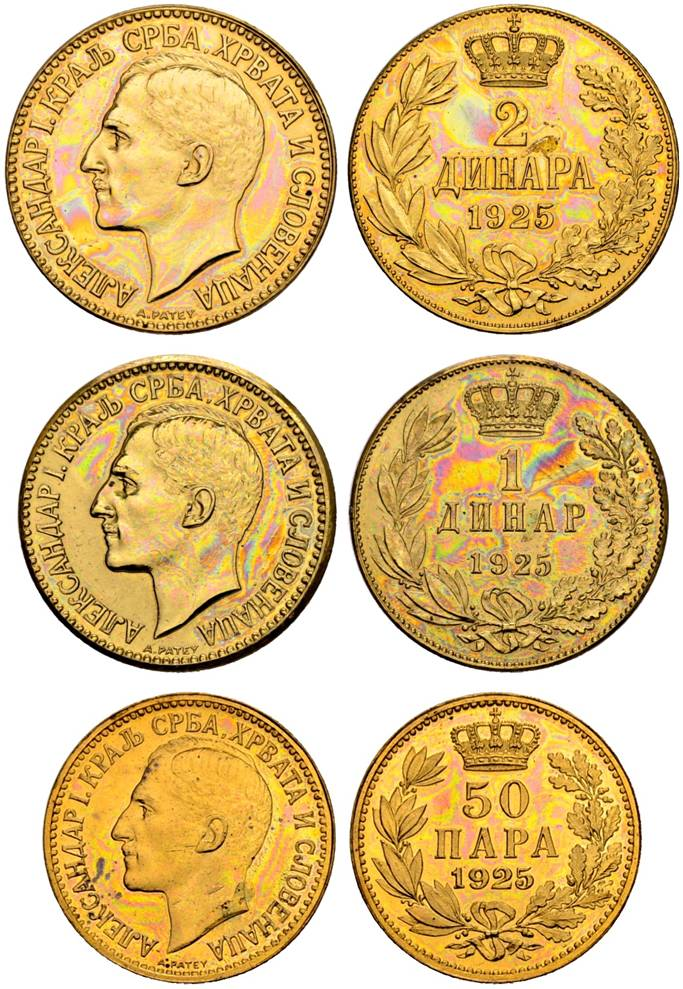
Trois pièces de 1925, avers et revers, à l'effigie d'Alexandre 1er, roi des Serbes, Croates et Slovènes (l'appellation « royaume de Yougoslavie » n'est effective qu'en 1929).

## Les unités monétaires yougoslaves
Le dinar yougoslave est la devise du royaume des Serbes, Croates et Slovènes de 1920 à 1929, puis du royaume de Yougoslavie de 1929 à 1941, et enfin de la fédération de Yougoslavie de 1944 à 1992. Le dinar yougoslave est divisé en 100 paras. Il existe en réalité huit dinars successifs différents :
- le dinar yougoslave dit serbe (code ISO 4217 : YUS ; 1920-1941)
- le dinar dit dinar de la Fédération (YUF ; 1944-1965)
- le dinar dit dinar fort (YUD ; 1966-1989)
- le dinar dit dinar convertible (YUN ; 1990-1992)
- le dinar dit dinar réformé (YUR ; 1992-septembre 1993)
- le dinar dit dinar d'octobre ou dinar de 1993 (YUO ; octobre-décembre 1993)
- le dinar dit dinar de janvier ou dinar de 1994 (YUG ; 1er-24 janvier 1994)
- le novi dinar, appelé simplement dinar après 2000 (YUM ; 24 janvier 1994-2003)

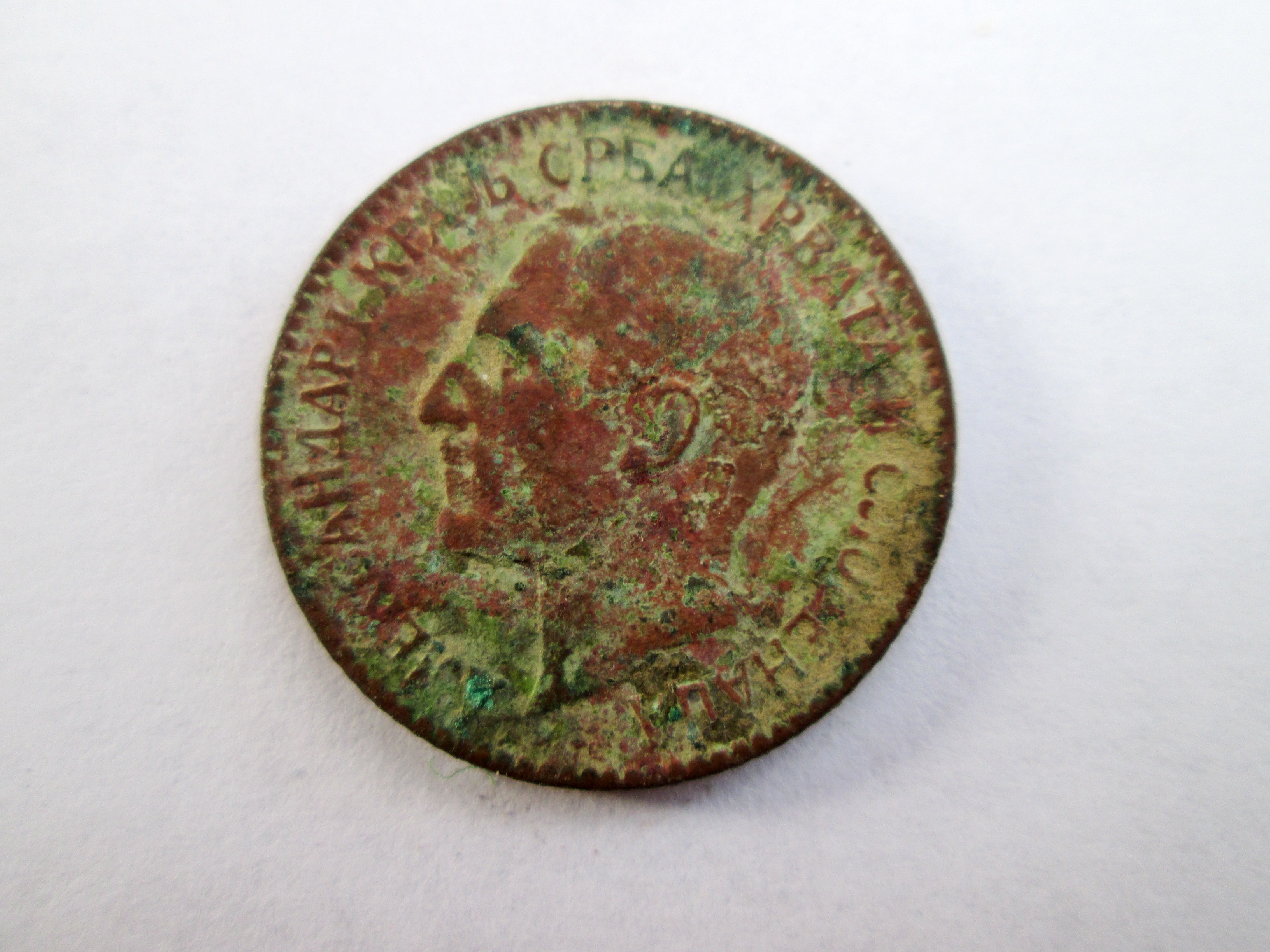
Pièce n°1 (avers) :  1 dinar de 1925, à l'effigie de Alexandre 1er, roi des Serbes, Croates et Slovènes.
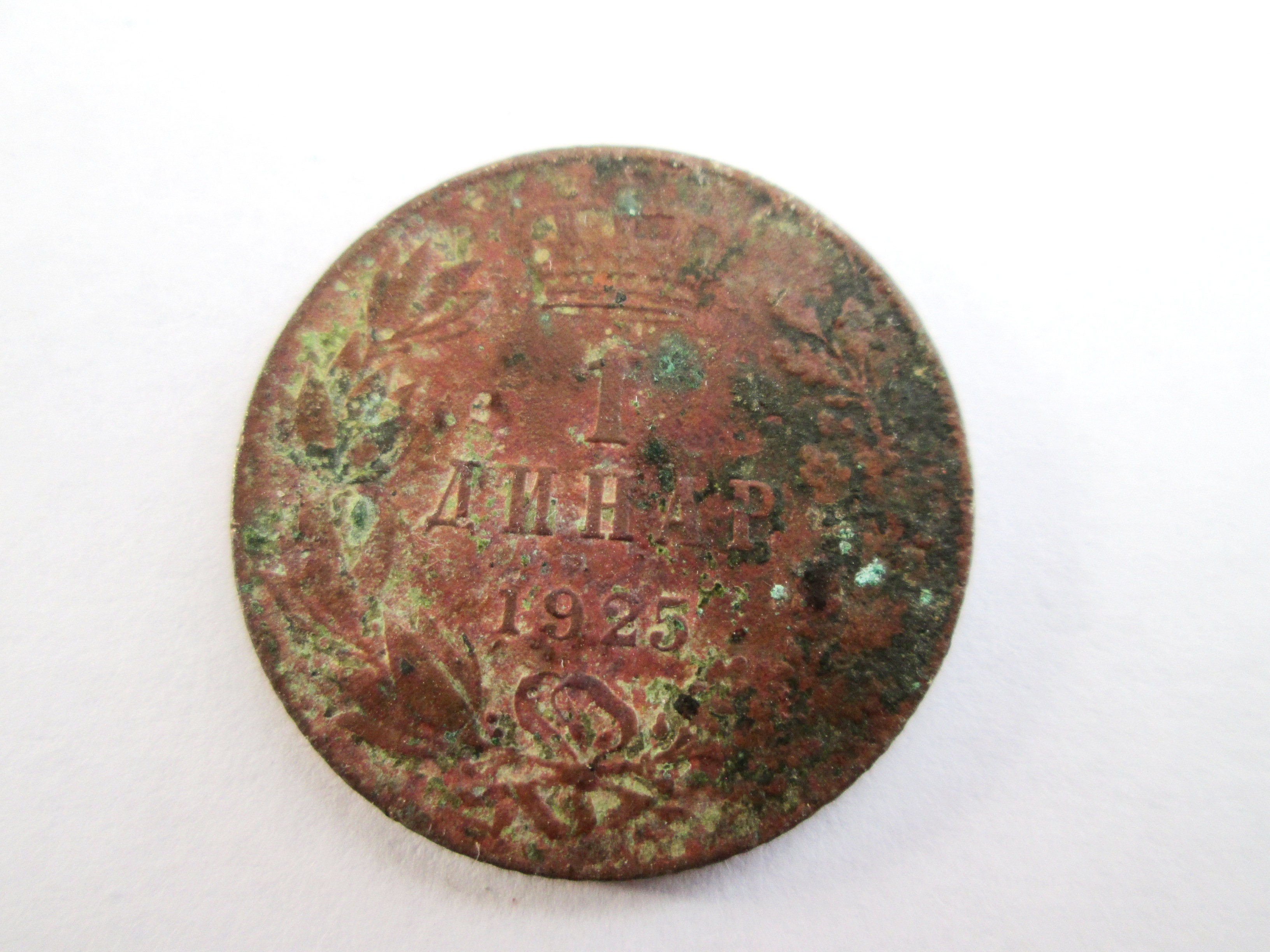
Pièce n°1 (revers). (La dénomination « royaume de Yougoslavie » n'est effective qu'à partir de 1929).
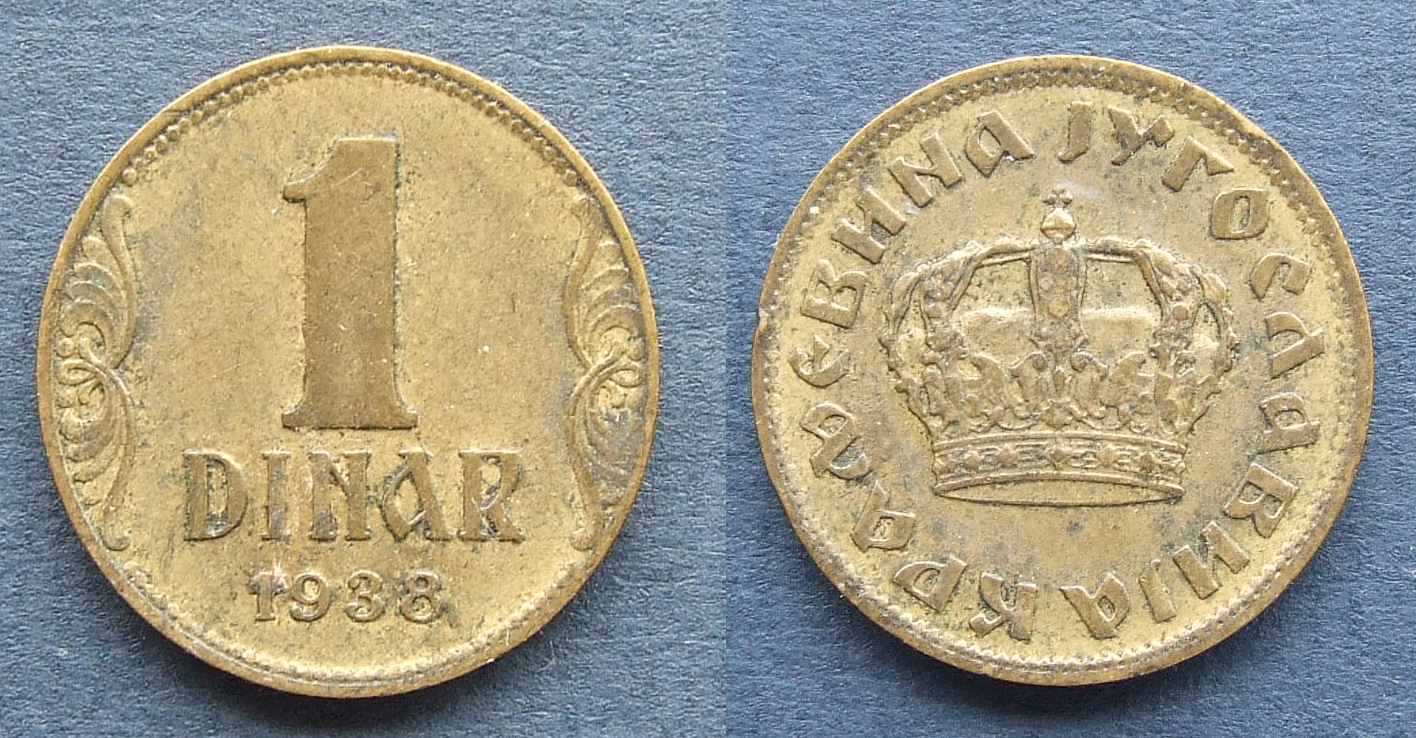
Pièce n° 2 (revers-avers) : 1 dinar yougoslave dit « serbe », année 1938.
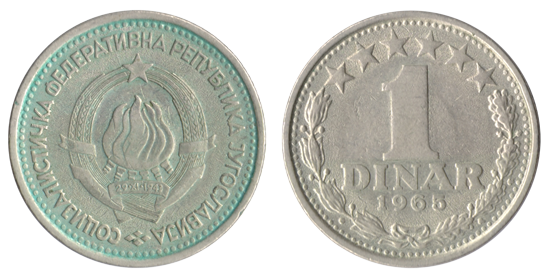
Pièce n° 3 (avers-revers) : 1 dinar dit « dinar de la Fédération », année 1965.

## Les pièces de monnaie de Yougoslavie

### Federativna Narodna Republika Jugoslavija (1953-1962)
- La pièce (1953) de 50 paras en aluminium
- La pièce (1953) de 1 dinar en aluminium
- La pièce (1953) de 2 dinars en aluminium
- La pièce (1953) de 5 dinars en aluminium
- La pièce (1955) de 10 dinars en aluminium-bronze
- La pièce (1955) de 20 dinars en aluminium-bronze
- La pièce (1955) de 50 dinars en aluminium-bronze

### Socialistična Federativna Republika Jugoslavija (1963-1992)
La première série 
- La pièce (1963) de 1 dinar en aluminium
- La pièce (1963) de 2 dinars en aluminium
- La pièce (1963) de 5 dinars en aluminium
- La pièce (1963) de 10 dinars en aluminium-bronze
- La pièce (1963) de 20 dinars en aluminium-bronze
- La pièce (1963) de 50 dinars en aluminium-bronze

La deuxième série (après la réforme monétaire)
- La pièce (1965, 1973) de 5 paras en aluminium-bronze
- La pièce (1965, 1973) de 10 paras en aluminium-bronze
- La pièce (1965, 1973) de 20 paras en aluminium-bronze
- La pièce (1965, 1973) de 50 paras en aluminium-bronze
- La pièce (1968) de 1 dinar en cupro-nickel
- La pièce (1989) de 100 dinars en cupro-nickel

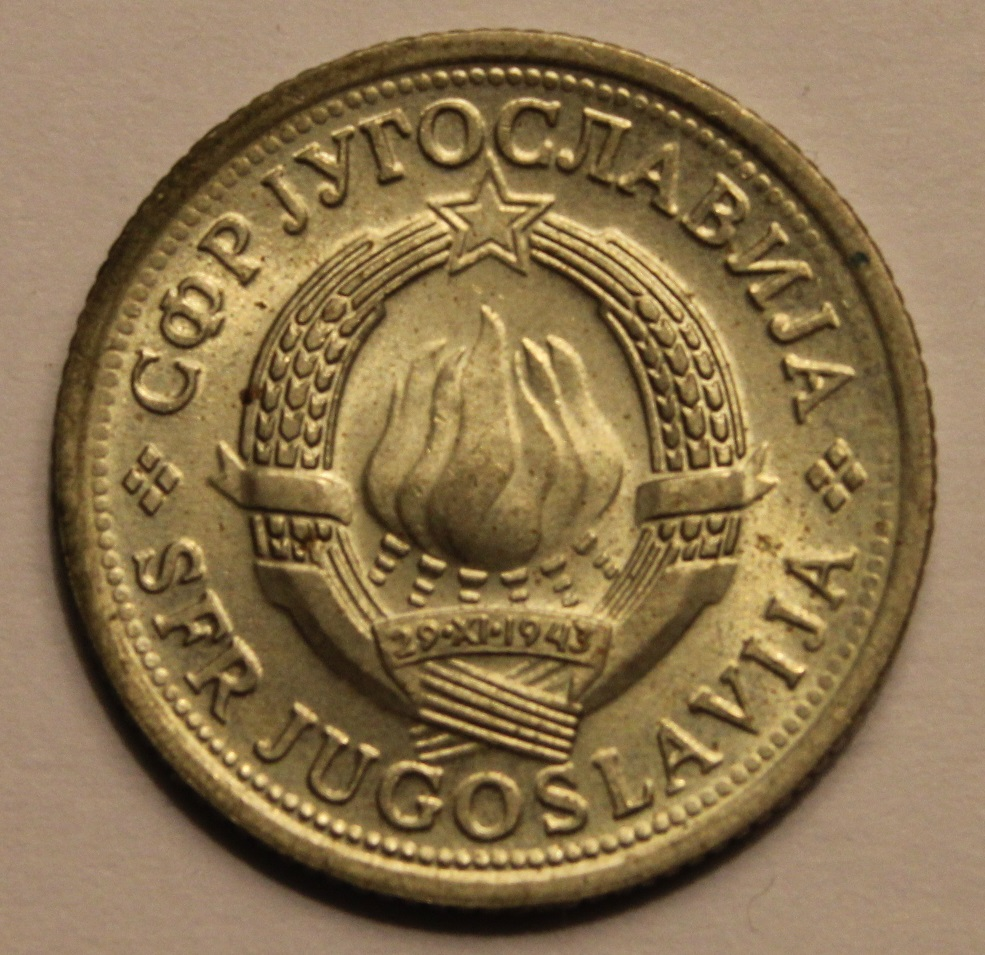
Pièce n°4 (revers): 1 dinar en cupro-nickel.
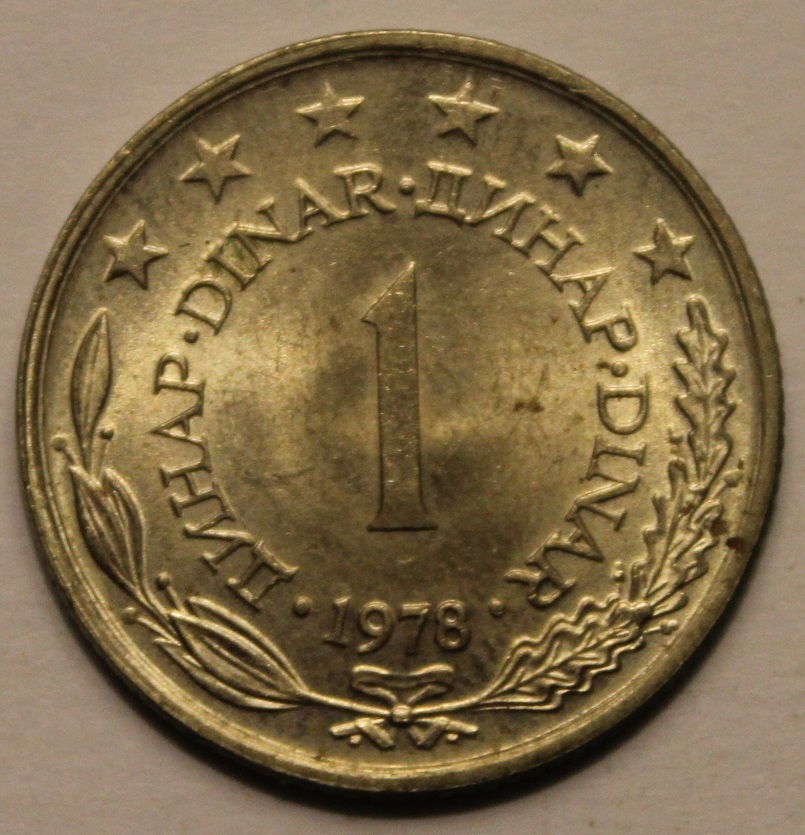
Pièce n°4 (avers), année 1978.